# マッサージパーラー

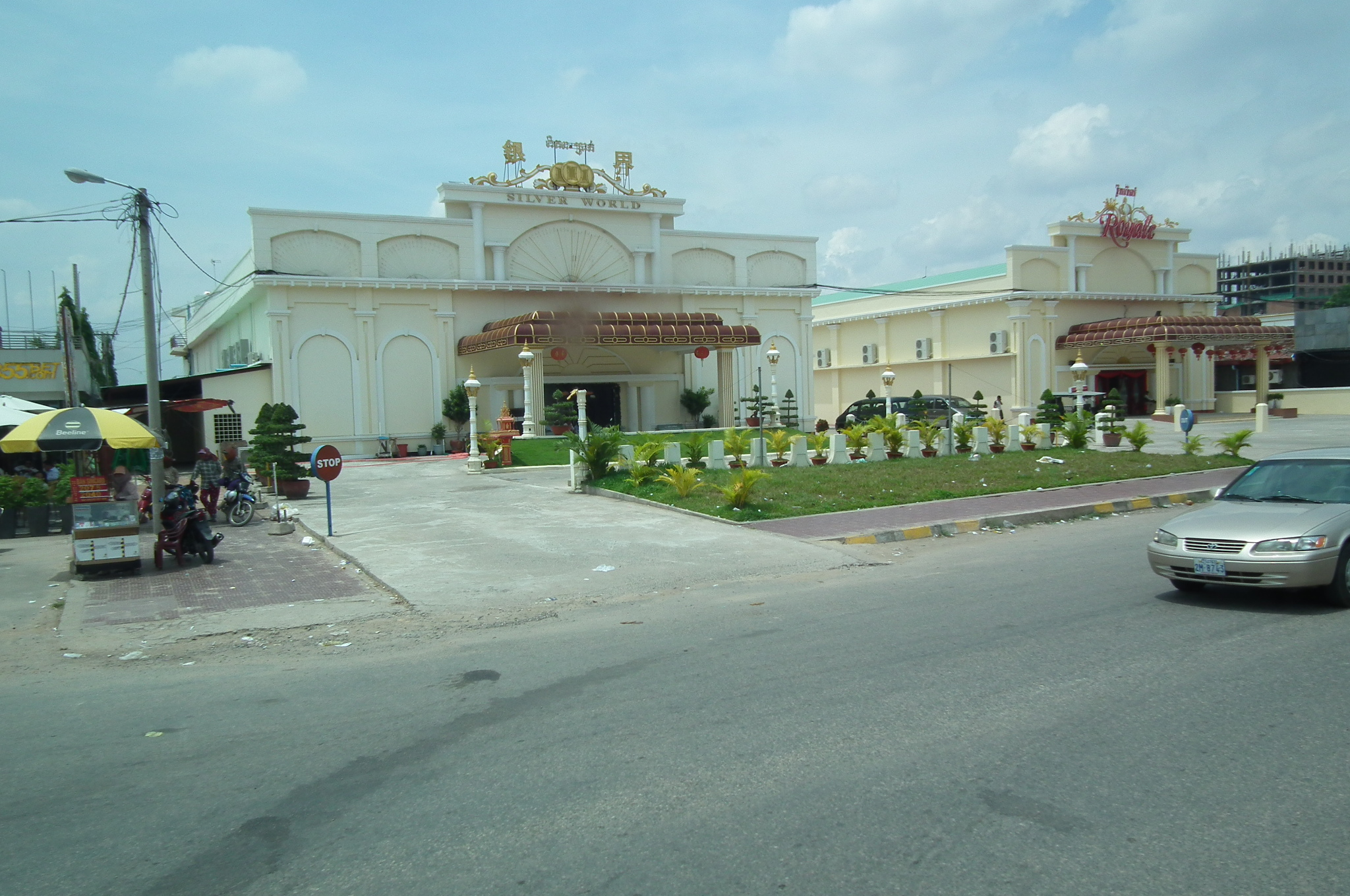
カンボジア南東部スヴァーイリアン州バベットのマッサージパーラー。外国人向けカジノホテルに隣接して建ち並ぶ。

マッサージパーラーとは、顧客にマッサージを提供する店舗のこと。この場合の「マッサージ」は多くの場合性的なニュアンスを含み、性行為を業とする店舗の隠語として用いられる。こうした表向きはマッサージ店を装った性風俗店は、タイ・フィリピンをはじめとする東南アジア一帯やアメリカ・イギリス・メキシコ・韓国など世界各地に見られる。また、呼称は異なるものの、同種の業態は日本にも『ソープランド』として多数存在する。

## タイ王国
主にタイ王国のバンコクやチェンマイなどにある性風俗店のことで、MPという略称でも呼ばれる。日本のソープランドによく似たシステムで、性的サービスが提供される。

### 特徴
最大の特徴は、雛壇（金魚鉢とも）と呼ばれる大きな部屋にキャストと呼ばれる女性が数人〜数十人ほど座っており、実際に店舗で直接本人を見てから指名するというシステムである。

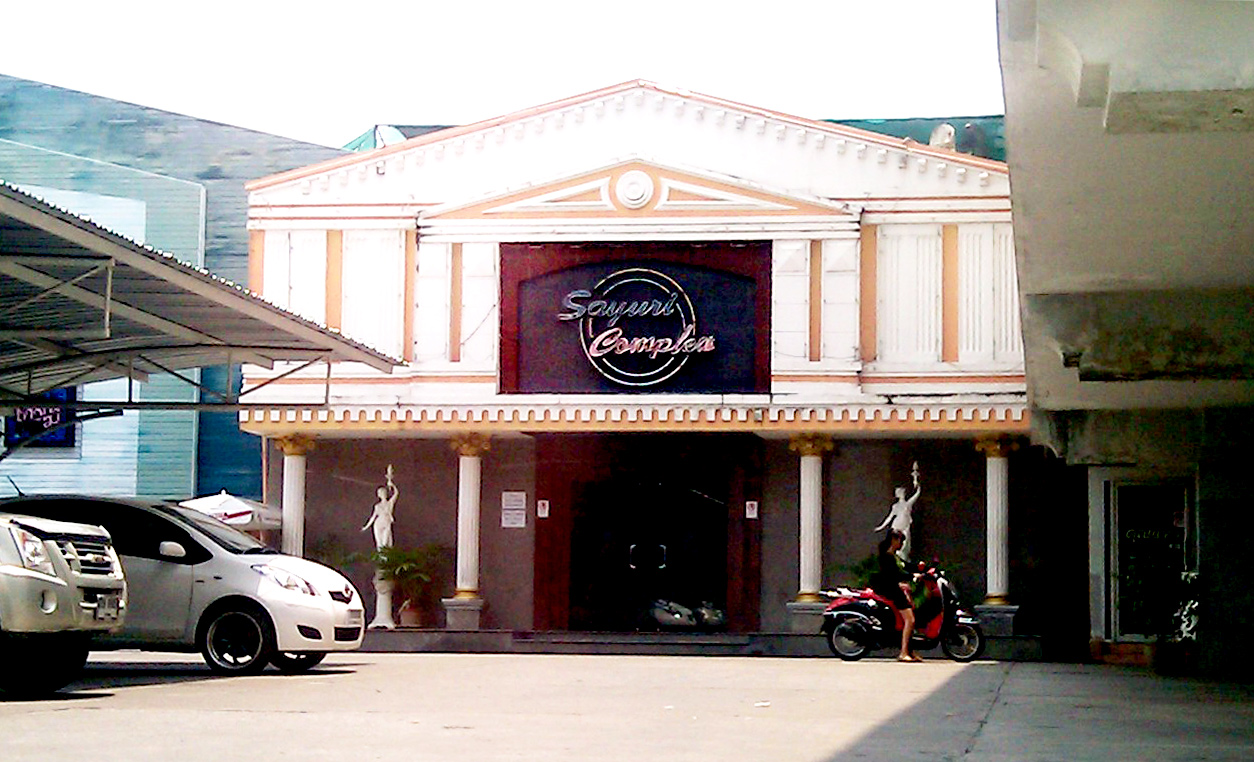
タイ・チェンマイのマッサージパーラー

同じ店でもキャストによって料金が違うのも特徴である。基本的にはキャストごとにバッジの色でランク分けされて料金が決められており（但しランク分けの明確な基準はなく、あくまで"キャストによる自己申告"の模様）、キャストは同じバッジの色同士で固まって座っている。大抵の場合数字が書かれたバッジをつけており、その番号で指名する。料金は前金制の店がほとんどであり、指名した直後にカウンターで料金を支払う。料金はいわゆる日本での大衆店に該当するものが1200〜2000バーツ、中級店で1800〜3600バーツである。そして、件数は少ないが中には雛壇の無い高級店が存在しており、4000〜9000バーツ程度となる。その上は20000バーツ、30000バーツ、中には50000バーツといった金額も存在するが、この何万バーツといったランクのキャストに対してのブッキングは、年会費何十万バーツといったメンバーシップが最低限の条件となる。
雛壇の前にはテーブルや椅子が用意されており、料理や飲み物の注文ができる。例えば、好みのキャストがいなかった場合は飲食をしながら雛壇に好みのキャストが来るのを待ったりする場合に利用する。店によってはバンドが演奏していたり、一般的なレストランやバーよりも豪華な作りになっている店もある。
雛壇にいるキャストの中から何人かを勧めてきたり、料理などの注文をとったりお金を払う人（日本でいうボーイ）をコンシア（またはコンチア）と呼ぶ。コンシアと懇意になると、「この子のサービスは良い」「この子は綺麗だがあまりお薦めではない」（タイ社会の中では、たとえ相手が誰であろうと簡単に他人をあからさまに否定する行為は人格を疑われるという一種の個人主義が在るので、この様な形でのコメントとなる）などの情報を与えてくれる。
タイのマッサージパーラーは店1軒が豪華なホテルのような造りになっていることがある。これは営業許可証関係（有力者との渡りも含め）、地域との兼ね合い等々、複雑な中身があり建設時（偽装的にホテルとして）或いは実際にホテルとして建設されている物を建築途中、または建築完成後、店舗オープン前に買収、必要部分のみ改修後営業開始といった形もあるが多くの場合、この企画は円卓上で内々に進み終盤になり世間が知る事となる場合が殆どである。
タクシーなどの運転手で「ボディマッサージ」等々と言ってくる者がいるが、これらは店側との契約があり、予めこれらの報酬分が適当にキックバックされた形で請求される（馴染みの客が1500〜2000バーツに対し、一般の客はひどい場合2倍〜3倍の3000バーツ〜6000バーツをぼったくられる）。　こういう店の多くはキャストに対しての管理も利益第一主義が多く、従って「遊び代は高く」「女性のやる気の無さ」「拝金主義」等に当たる可能性が非常に高くなり、いずれにしても注意が必要である。

### サービス
入店〜退店までの流れは、概ね以下の通り。
- 入店してサービスを受けるキャストを選んだ後、殆どの店ではここで料金を支払い、一緒に個室に入る。
- 直ぐにメイドが来てバスタブに湯をはり、同時に飲み物の注文を取る。ここで、自分とキャストのために飲み物を注文する（この飲み物が来る間に、キャストが自分でバスタブに湯をはる事もある）。キャストの飲み物代は客からの「オゴリ」となる。
- 飲み物が届くと、その場で二人分の飲み物の料金とチップを合わせてメイドに支払う。
- その後、キャストと一緒にバスタブに入り全身を洗ってもらったり、按摩などでマッサージをしてもらうなどして、サービスを受ける。
- 時間が来たらお別れで、ここでキャストにチップを支払う。

これらで概ね1時間半〜2時間くらいである。
性的なサービスについては、日本のソープランドと比較すると、いわゆる特殊なテクニックを初めて指名した男性に行うことはあまりない。タイの女性は、性格的に相手にある程度慣れるまで数々のテクニックを駆使する事は少なく、フェラチオも時に断られる場合がある。一部ではマットプレイを導入している店舗も存在するが、メンタルケアに対する考えが日本のコンパニオンとはかなり違う事もあり、最初から日本と同等な満足感は望めない場合が多くある。その代わりキャストと親しくなると、別人の様なサービスやサービスを超えた展開もあるため、人気の要因の一つとなっている。

## 関連した事件
- 2021年3月16日 - アメリカ合衆国ジョージア州アトランタでマッサージ店3軒が相次いで襲撃され、アジア系アメリカ人女性ら8人が銃撃により死亡。容疑者は動機として、自らがセックス依存症であると思い、マッサージ店を抹消したい誘惑とみなして襲撃を行ったとしている[1]。